# Rakovec (gmina Brežice)
Rakovec – wieś w Słowenii, w gminie Brežice. W 2018 roku liczyła 50 mieszkańców.